# Lotononis parviflora
Lotononis parviflora là một loài thực vật có hoa trong họ Đậu. Loài này được (P.J.Bergius) D.Dietr. miêu tả khoa học đầu tiên.